# Бракенбург, Рихард
Рихард Бракенбург, Бракенбюрх (нидерл. Richard Mennesz Brakenburg, Richard Brakenburgh; 22 мая 1650, Харлем — 28 декабря 1702, Харлем) — голландский живописец, рисовальщик и гравёр бытового жанра «Золотого века искусства Нидерландов». Писал также пейзажи и портреты.

## Биография
По сведениям Арнольда Хоубракена, автора сборника биографий «Великий театр нидерландских художников и художниц» (De Groote Schouburgh der Nederlantsche Konstschilders en Schilderessen, 1718—1721), Рихард Бракенбург родился в Харлеме и был тринадцатым ребёнком в восточно-фризской семье, где было четырнадцать детей. Вначале он был беззаботным поэтом. Живописи учился у Хендрика Моммерса, который впоследствии писал искусные бытовые сцены в манере Адриана ван Остаде.
Рихард Бракенбург жил и работал в Леувардене, главнoм городе Фрисландии, с 1670 по 1687 год и вернулся в родной город в 1687 году. Бракенбург умер 28 декабря 1702 года в Харлеме и был похоронен в январе 1703 года.

## Творчество
Бракенбург известен как итальянскими пейзажами, так и портретами. На картинах бытового жанра он изображал весёлые, пьяные собрания обычных бюргеров, крестьян и людей из низшего сословия без определённых занятий. Картины Бракенбурга сравнивают с произведениями Адриана ван Остаде, но они значительно слабее в рисунке, композиционном и колористическом отношениях.
Как художник бытового жанра он был верным последователем Яна Стена. Он также сделал себе скромное имя как поэт. В Леувардене он, возможно, был учителем фризского художника-мариниста Вигеруса Витринги, а также Авраама Пардануса и Гиллиса де Винтера.
Работы Бракенбурга экспонируются в Рейксмюсеуме в Амстердаме, галерее Маурицхёйс в Гааге, в Венском музее истории искусств, Берлинской картинной галерее, московском Музее изобразительных искусств им. А. С. Пушкина и других. В санкт-петербургском Эрмитаже имеется четыре картины художника.

## Галерея
- Семейный завтрак. 1680-е. Дерево, масло. Частное собрание
- Праздник Святого Николая. 1685. Холст, масло. “Ons' Lieve Heer op Solder”, Амстердам
- День рождения. 1683. Дерево, масло. Даличская картинная галерея, Лондон
- Деревенский праздник. 1670-е. Холст, масло. Люксембург
- Галантная сцена. 1699. Дерево, масло. Дворец изящных искусств, Лилль
- Ухаживание. Частное собрание